# Joker (Six Flags Discovery Kingdom)
Pour l’article homonyme, voir Joker.
The Joker est un parcours de montagnes russes situé à Six Flags Discovery Kingdom, à Vallejo, Californie.
L'attraction a ouvert le 29 mai 2016. L'attraction a été construite par Rocky Mountain Construction en utilisant les anciens supports en bois du parcours de montagnes russes Roar qui a fonctionné de 1999 à 2015 et qui avait été construit par Great Coasters International.